# Eddie Miller (ur. 1985)
Eddie Miller, właśc. Edward Miller, (ur. 30 maja 1985) – amerykański koszykarz występujący w latach 2008–2011 w PLK na pozycji rzucającego obrońcy.

## Życiorys
Był absolwentem uczelni Fresno State. W sezonie 2007/2008 notował w lidze NCAA średnio 15 punktów i 3 zbiórki na mecz. Po ukończeniu szkoły przeniósł się do Sportino Inowrocław. W Inowrocławiu radził sobie na tyle dobrze, że dostał powołanie na mecz gwiazd PLK (rzucił wtedy 25 punktów). Wystąpił także w konkursie wsadów rozegranym podczas tego meczu. 19 października 2009 podpisał kontrakt z Polonią Warszawa. 16 marca 2010 podano składy na mecz gwiazd PLK 2010. Eddie Miller ponownie znalazł się w składzie na mecz gwiazd, a także na konkurs wsadów. W tej ostatniej konkurencji zwyciężył. W sezonie 2010/2011 zawodnik PBG Basket Poznań. W styczniu 2011 po raz trzeci z rzędu wystąpił w Meczu Gwiazd PLK, a także w konkursie wsadów oraz konkursie rzutów za 3 punkty.

## Kariera
- 2006–2008: Fresno State (NCAA)
- 2008–2009: Sportino Inowrocław
- 2009–2010: Polonia Warszawa
- 2010–2011: PBG Basket Poznań

## Osiągnięcia
Indywidualne
- Zaliczony do III piątki TBL przez dziennikarzy (2010)[5]
- Uczestnik meczu gwiazd PLK (2009, 2010, 2011)
- Zwycięzca konkursu wsadów PLK (2010)
- Uczestnik konkursu wsadów PLK (2010, 2011 – 2. miejsce)

## Statystyki podczas występów w PLK
- Sezon 2008/2009 (Sportino Inowrocław): 27 meczów (średnio 15 punktów oraz 4 zbiórki w ciągu 33,9 minuty)
- Sezon 2009/2010 (Polonia Warszawa): 29 meczów (średnio 17,6 punktu oraz 3,4 zbiórki w ciągu 32,8 minuty)
- Sezon 2010/2011 (PBG Basket Poznań): 27 meczów (średnio 13,5 punktu oraz 3,1 zbiórki w ciągu 28,9 minuty)